# Hotlinking
Hot-linking es un término que se usa en Internet, el cual indica que alguien está usando un enlace a una imagen que está archivada en otro sitio web, en lugar de guardar una copia de la imagen en el servidor del sitio web en el que se mostrará la imagen. Por ejemplo, en lugar de guardar una imagen .gif y cargarla en su propio sitio web, la persona usa un enlace de tipo absoluto directo hacia la imagen, semejante a http://sitioweb.com/imagen.gif, en lugar de un enlace de tipo relativo.
Esto hace que la imagen siempre se cargue desde el servidor original, utilizando recursos innecesarios que no benefician al sitio principal.

## Consecuencias del Hot-Linking
Quien efectúa hot-linking está usando el ancho de banda de la persona propietaria del sitio web en la cual la imagen está archivada. Esto tiene un costo para dicho propietario y es que podría terminar con todo el ancho de banda del servidor del propietario haciendo que este se vea obligado a contratar una tarifa más cara de banda ancha o que la imagen ya no pueda visualizarse debido a la sobrecarga. 

## Contramedidas de las víctimas de este proceso
Para disuadir a las personas que realizan esta actividad, muchos propietarios de sitios web usan archivos .htaccess que incorporan a sus sitios web. En algunos casos, los dueños de los sitios web usan los archivos .htaccess para reemplazar las imágenes enlazadas por otras ofensivas o con un mensaje publicitario del sitio original, con el fin de que los sitios web que utilizan Hot-Linking terminen por cesar su actividad.

## Condiciones del uso de Hot-Linking
Existen sitios con un gran ancho de banda, que permiten que sus usuarios realicen este proceso pero siempre y cuando respeten las condiciones que vienen incluidas en su licencia.
Wikimedia Commons, de donde extraen sus ilustraciones ésta y otras wikipedias, permite el uso de hot-linking desde servidores externos  mientras se respeten las condiciones indicadas.